# Kameroen op de Olympische Zomerspelen 2020
Kameroen nam deel aan de Olympische Zomerspelen 2020 in Tokio, Japan.

## Aantal Atleten
| sport         | mannen | vrouwen | totaal |
| ------------- | ------ | ------- | ------ |
| Atletiek      | 1      | 0       | 1      |
| Boksen        | 3      | 0       | 3      |
| Gewichtheffen | 0      | 2       | 2      |
| Judo          | 0      | 2       | 2      |
| Tafeltennis   | 0      | 1       | 1      |
| Worstelen     | 0      | 1       | 1      |
| Zwemmen       | 1      | 1       | 2      |
| totaal        | 5      | 7       | 12     |

## Deelnemers en resultaten

### Atletiek
Mannen
Loopnummers
| atleet         | onderdeel | series | series | kwartfinale | kwartfinale | halve finale   | halve finale   | finale         | finale         |
| atleet         | onderdeel | tijd   | rang   | tijd        | rang        | tijd           | rang           | tijd           | rang           |
| -------------- | --------- | ------ | ------ | ----------- | ----------- | -------------- | -------------- | -------------- | -------------- |
| Emmanuel Eseme | 200 m     | 20,65  | 4      | n.v.t.      | n.v.t.      | niet geplaatst | niet geplaatst | niet geplaatst | niet geplaatst |

### Boksen
Mannen
| atleet            | onderdeel         | eerste ronde           | tweede ronde           | kwartfinale            | halve finale           | finale                 | finale         |
| atleet            | onderdeel         | tegenstander resultaat | tegenstander resultaat | tegenstander resultaat | tegenstander resultaat | tegenstander resultaat | rang           |
| ----------------- | ----------------- | ---------------------- | ---------------------- | ---------------------- | ---------------------- | ---------------------- | -------------- |
| Albert Mengue     | weltergewicht     | Dlamini W RSC          | Walsh V 0 - 5          | niet geplaatst         | niet geplaatst         | niet geplaatst         | niet geplaatst |
| Wilfried Ntsengue | middengewicht     | Tshama V 2 - 3         | niet geplaatst         | niet geplaatst         | niet geplaatst         | niet geplaatst         | niet geplaatst |
| Maxime Yegnong    | superzwaargewicht | bye                    | Veriasov V 0 - 5       | niet geplaatst         | niet geplaatst         | niet geplaatst         | niet geplaatst |

### Gewichtheffen
Vrouwen
| atlete               | onderdeel | trekken | trekken | stoten | stoten | totaal | rang |
| atlete               | onderdeel | score   | rang    | score  | rang   | totaal | rang |
| -------------------- | --------- | ------- | ------- | ------ | ------ | ------ | ---- |
| Jeanne Gaëlle Eyenga | -76 kg    | 91      | 12      | 111    | 11     | 202    | 11   |
| Clementine Meukeugni | -87 kg    | 99      | 12      | 125    | 10     | 224    | 11   |

### Judo
Vrouwen
| atlete                  | onderdeel | eerste ronde         | tweede ronde         | derde ronde          | kwartfinale          | halve finale         | herkansing           | finale / BM          | finale / BM    |
| atlete                  | onderdeel | tegenstander uitslag | tegenstander uitslag | tegenstander uitslag | tegenstander uitslag | tegenstander uitslag | tegenstander uitslag | tegenstander uitslag | rang           |
| ----------------------- | --------- | -------------------- | -------------------- | -------------------- | -------------------- | -------------------- | -------------------- | -------------------- | -------------- |
| Ayuk Otay Arrey Sophina | −70 kg    | n.v.t.               | Kim S-y V 00-10      | niet geplaatst       | niet geplaatst       | niet geplaatst       | niet geplaatst       | niet geplaatst       | niet geplaatst |
| Hortence Atangana       | +70 kg    | n.v.t.               | Sayit V 00-01        | niet geplaatst       | niet geplaatst       | niet geplaatst       | niet geplaatst       | niet geplaatst       | niet geplaatst |

### Tafeltennis
Vrouwen
| atlete        | onderdeel | voorronde            | eerste ronde         | tweede ronde         | derde ronde          | vierde ronde         | kwartfinale          | halve finale         | finale / BM          | finale / BM    |
| atlete        | onderdeel | tegenstander uitslag | tegenstander uitslag | tegenstander uitslag | tegenstander uitslag | tegenstander uitslag | tegenstander uitslag | tegenstander uitslag | tegenstander uitslag | rang           |
| ------------- | --------- | -------------------- | -------------------- | -------------------- | -------------------- | -------------------- | -------------------- | -------------------- | -------------------- | -------------- |
| Sarah Hanffou | enkelspel | Trifonova V 1 - 4    | niet geplaatst       | niet geplaatst       | niet geplaatst       | niet geplaatst       | niet geplaatst       | niet geplaatst       | niet geplaatst       | niet geplaatst |

### Worstelen

#### Vrije stijl
Vrouwen
| atlete         | onderdeel | eerste ronde         | kwartfinale          | halve finale         | herkansing           | finale / BM          | finale / BM |
| atlete         | onderdeel | tegenstander uitslag | tegenstander uitslag | tegenstander uitslag | tegenstander uitslag | tegenstander uitslag | rang        |
| -------------- | --------- | -------------------- | -------------------- | -------------------- | -------------------- | -------------------- | ----------- |
| Joseph Essombe | −53 kg    | Mukaida V 0-4        | niet geplaatst       | niet geplaatst       | Zasina W 3-1         | Bat Ochiryn V 1-4    | 5           |

### Zwemmen
Mannen
| atleet         | onderdeel       | series | series | halve finale   | halve finale   | finale         | finale         |
| atleet         | onderdeel       | tijd   | rang   | tijd           | rang           | tijd           | rang           |
| -------------- | --------------- | ------ | ------ | -------------- | -------------- | -------------- | -------------- |
| Charly Ndjoume | 50 m vrije slag | 27,22  | 64     | niet geplaatst | niet geplaatst | niet geplaatst | niet geplaatst |

Vrouwen
| atlete                   | onderdeel       | series | series | halve finale   | halve finale   | finale         | finale         |
| atlete                   | onderdeel       | tijd   | rang   | tijd           | rang           | tijd           | rang           |
| ------------------------ | --------------- | ------ | ------ | -------------- | -------------- | -------------- | -------------- |
| Norah Elisabeth Milanesi | 50 m vrije slag | 26,41  | 44     | niet geplaatst | niet geplaatst | niet geplaatst | niet geplaatst |